# Alchemilla cyrtopleura
Alchemilla cyrtopleura är en rosväxtart som beskrevs av Sergei Vasilievich Juzepczuk. Alchemilla cyrtopleura ingår i släktet daggkåpor, och familjen rosväxter. Inga underarter finns listade i Catalogue of Life.